# 达拉斯爱田机场
達拉斯勒夫機場，又常譯為达拉斯爱田机场（英語：Dallas Love Field），是一座位於美國德克萨斯州达拉斯的机场，距离市中心約10公里。直到1974年达拉斯-沃思堡国际机场（DFW）建成啟用前，它都是达拉斯地區的主要机场。
西南航空的公司总部也在勒夫機場。该机场也是西南航空和维珍美国航空的主要樞紐之一。七个全方位候机楼服务提供商提供通用航空服务：燃油、维修、机库出租。一些服务商还提供会议室、租车、专车服务和餐馆。
機場是以紀念摩斯·L·勒夫 (Moss L. Love) 為名。勒夫是美國陸軍早期飛行員之一，於1913年9月4日加州聖地牙哥附近死於一次訓練任務中，是美國陸軍第十名殉職的飛行員。1917年10月19日美國陸軍以勒夫命名在達拉斯的新訓練基地，即是後來的達拉斯勒夫機場。